# Xosé Gil y Gil
Xosé Gil y Gil (Barxa, As Neves, Pontevedra, 3 d'abril de 1870 - 1 de gener de 1937) va ser un fotògraf i director de cinema espanyol. Figura rellevant del cinema pioner, sorgit en el primer terç del segle xx, a ell es deuen gran quantitat d'obres de caràcter documental, una de les millors fonts per a conèixer la Galícia de la seva època.

## Trajectòria
Es va establir com a fotògraf en Mondariz. A partir de 1899 va residir a Ourense, i des de 1905 en Vigo, primer al carrer Carral i, a continuació, al carrer del Príncipe. Va formar part de la redacció de la revista Vida Gallega des de la seva fundació en 1909 i va ser el seu director artístic. Pioner del cinema, va començar a rodar pel·lícules el 1907, la primera simplement per donar publicitat al seu estudi fotogràfic, però aviat va començar a fer pel·lícules i documentals centrats en Vigo. En 1911 va pagar un anunci en la premsa a Vigo, en la qual es van oferir a fer documentals en 24 hores. Tenia un laboratori que podria trigar una hora en el revelat. També va tenir altres negocis, com la representació a Vigo de la casa Ford. Fins i tot va arreglar un automòbil equipat com un laboratori per a revelar la pel·lícula que filmava en qualsevol ciutat.
Gil va anar també el primer que, en 1916, va filmar una pel·lícula de ficció en Galícia: Miss Ledyia, amb un argument en el qual no faltaven espionatges i persecucions. En la pel·lícula, filmada a l'illa d'A Toxa, va aparèixer com a cimbell Castelao.
Gil va inventar l'anomenat cinema de correspondència, en el qual les imatges s'usen com si fossin cartes o targetes postals. Les seves pel·lícules es van distribuir per Amèrica del Sud, gràcies a la immigració gallega. Nuestras fiestas de allá és la més coneguda. En 1922 va fundar la companyia de producció Pablo Cinegráfica, que a partir de 1929 va dur a terme noticiaris per al, l'anomenada Revista de Galicia. S'estima que es van produir més de 150 pel·lícules

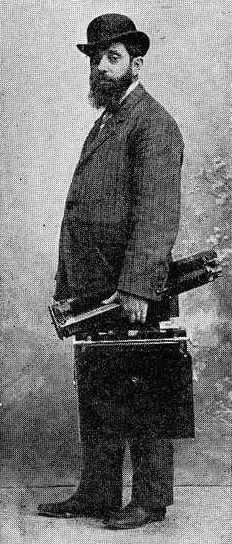
Retrat a Vida Gallega.

Les seves tres filles van emmalaltir de tuberculosi i la mort dels dos d'elles van sumir a l'empresari en una profunda depressió.
Va morir arruïnat i oblidat en 1937 i està enterrat al cementiri de Pereiró, a Vigo, on un carrer porta el seu nom.

## Galeria d'imatges
- Revers d'un retrat en l'època ourensana (1899-1905).
- Redacción de Vida Gallega, 1909. Gil, Juan Tato Lens, Solá, Julián García Larrú i Julián Iglesias.
- Necrològica al diari Faro de Vigo, 1937.
- Cartell de la rúa Xosé Gil a Vigo